# جمعية كشافة سانت لوسيا
جمعية كشافة سانت لوسيا هي المنظمة الكشفية الوطنية في سانت لوسيا. الكشافة في سانت لوسيا بدأت في عام 1910 وأصبحت عضوا في المنظمة العالمية للحركة الكشفية في عام 1990 والجمعية شاركت بالعديد من الأنشطة التعليمية وبلغ عدد أعضائها 393 (اعتبارا من 2010).